# Park Chung-hee
Park Chung-hee (em coreano: 박정희; 14 de novembro de 1917 — 26 de outubro de 1979) foi general do Exército da República da Coreia e presidente da Coreia do Sul entre 1961 e 1979. É considerado como um dos responsáveis pelo processo de industrialização do seu país através de uma forte política de exportações, mas também recebeu inúmeras críticas pela forma autoritária pela qual governou a nação, particularmente após 1971, quando enviou tropas para apoiar os Estados Unidos na Guerra do Vietnã. Em 1999, foi relacionado numa lista dos 100 asiáticos mais influentes do século XX, organizada pela revista Time.

## Biografia

### Começo da vida e serviço militar
Park Chung-hee nasceu em novembro de 1917, na cidade de Gumi, na província de Gyeongsang do Norte, na Coreia ocupada pelos japoneses. Era considerado ambicioso e egocêntrico quando crescia, tendo como ídolo Napoleão Bonaparte. Afirmou admirar a rápida modernização e industrialização do Japão nas últimas décadas do século XIX e começo do século XX. Foi estudar na cidade de Daegu e se formou com um diploma de professor, embora fosse considerado uma aluno "medíocre". Quando a Segunda Guerra Sino-Japonesa, em 1937, se alistou no Exército Imperial de Manchukuo (um estado fantoche dos japoneses) e lutou contra os chineses. Chung-hee adotou um nome japonês (Takagi Masao) e foi indicado para estudar na Academia Militar Imperial, se formando em 1944. Ele serviu durante a Segunda Guerra Mundial como ajudante de campo do seu comandante. Chung-hee então mudou seu nome novamente, desta vez para Okamoto Minoru, e participou de operações contra guerrilheiros coreanos que lutavam para se libertar do jugo japonês.

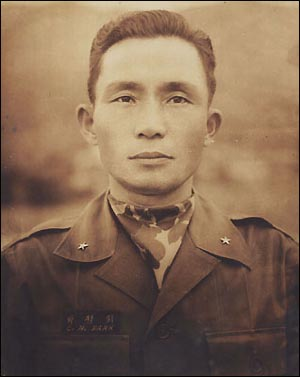
Chung-hee como general-de-brigada, em 1957.

Quando a Coreia foi libertada e dividida em duas, Chung-hee se alistou no exército sul-coreano e foi para a academia militar do país, se formando em 1946. Dois anos depois, foi formado o primeiro governo na Coreia do Sul e seu líder, Syngman Rhee, ordenou a prisão de Chung-hee por suposta colaboração com comunistas e por traição, sendo então condenado a morte. Rhee eventualmente comutou a sentença, mas Chung teve que deixar o exército. Contudo, quando a Guerra da Coreia começou, ele foi novamente aceito nas forças armadas. Considerado um oficial capaz e inteligente, subiu rapidamente pelas patentes e quando o conflito terminou, em 1953, já era tenente-general. Foi então enviado para Forte Sill, em Lawton, Oklahoma, nos Estados Unidos.
O ditador Syngman Rhee, cada vez mais impopular, foi eventualmente derrubado do poder no meio da Revolução de Abril de 1960. O novo presidente, Yun Bo-seon, e o novo primeiro-ministro, Chang Myon, não se davam bem e dividiam a lealdade do seu partido. Enquanto isso, a economia do país sofria devido a má gestão e corrupção. A instabilidade econômica, social e política levou a novas conspirações. Chung-hee, na época um major-general, formou o chamado Comitê Militar Revolucionário. Em 16 de maio de 1961, Chung-hee e o chefe do Estado-maior do exército, Chang Do-yong, lideraram um golpe militar e derrubaram o governo, encerrando a Segunda República.

### Presidência e assassinato
Após a tomada do poder, foi estabelecido o Conselho Supremo para a Reconstrução Nacional, inicialmente liderado por Chang Do-yong. Chang, contudo, renunciou ainda naquele ano, deixando o poder para Park Chung-hee. Depois de dois anos governando como um ditador militar, em 1963, Park Chung concorreu numa eleição contra o ex-presidente Yun e venceu por uma margem de 156 000 votos (ou 1,5% de diferença). Sua eleição marcou o nascimento da Terceira República da Coreia do Sul.
Seus seis primeiros anos no poder foram marcados por autoritarismo, denúncias de corrupção e instabilidade interna. Porém, governando com apoio do exército, conseguiu evitar golpes. Entre as medidas polêmicas do seu governo estavam um tratado, firmado em 1965, que normalizou as relações entre a Coreia do Sul e o Japão, embora ainda houvesse grande ressentimento por parte da população a respeito do sofrimento que o país sofreu no começo do século durante a ocupação japonesa. Ainda, como uma nova invasão por parte da Coreia do Norte era dado como improvável, mandou 320 mil soldados sul-coreanos para lutar na Guerra do Vietnã ao lado dos americanos. Embora negociações com a Coreia do Norte tenham sido feitas durante seu governo, Park Chung-hee manteve uma postura de linha dura contra os comunistas (provavelmente querendo dissipar acusações de que ele mesmo teria simpatia pelo socialismo). Isso levou a alguns combates violentos entre suas tropas e militares norte-coreanos na zona desmilitarizada, entre 1966 e 1969. Ele também ordenou a execução de espiões, infiltradores e simpatizantes dos comunistas dentro de suas fronteiras.
Em 1972, Park declarou lei marcial e proclamou a Constituição de Yushin, retomando definitivamente o tom autoritário da presidência sul-coreana. Isso marcou também  o início do período conhecido como Quarta República.

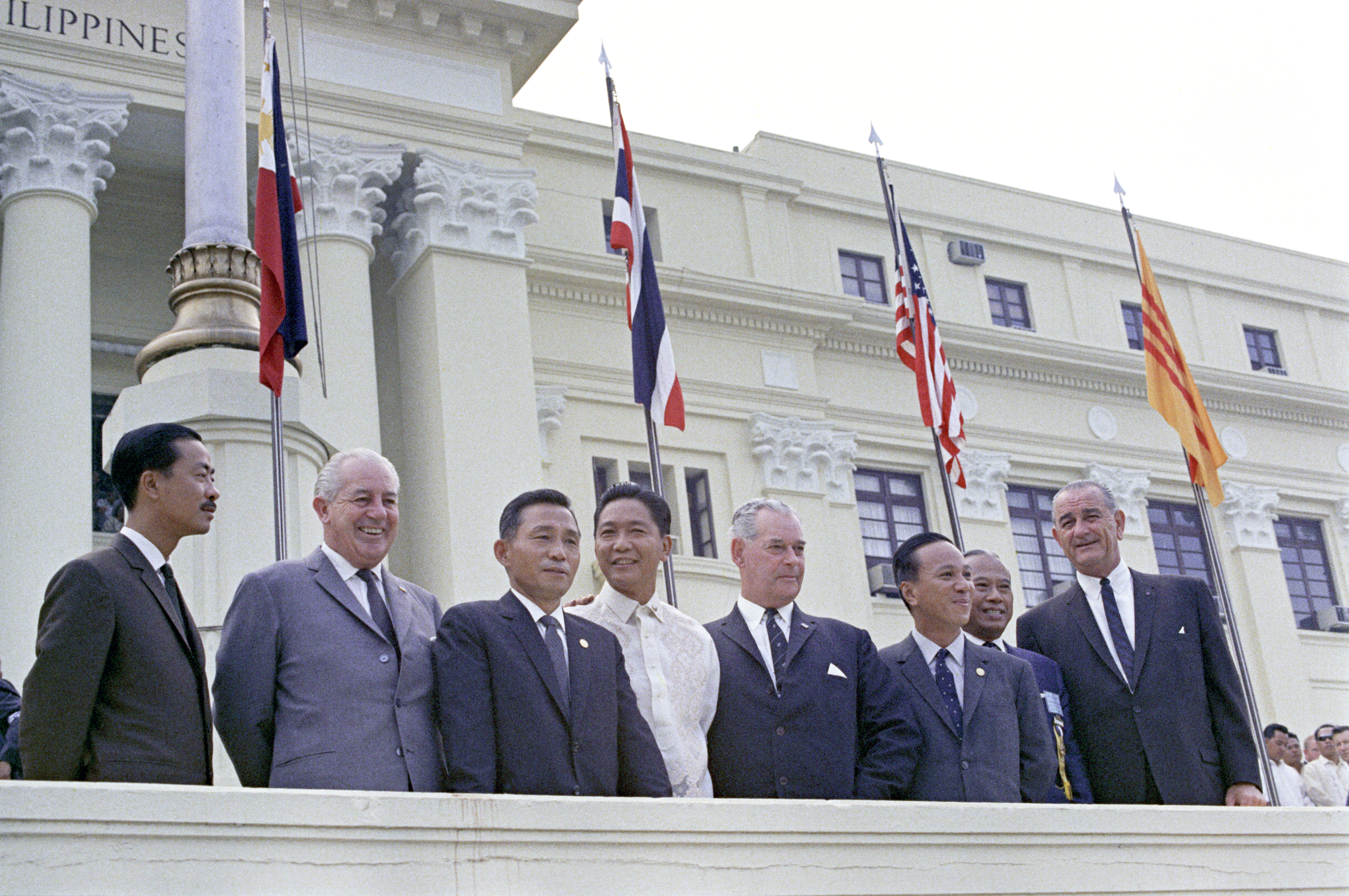
Park se encontrando com líderes da Organização do Tratado do Sudeste Asiático, em Manila, junto com os presidentes das Filipinas (Ferdinando Marcos) e dos Estados Unidos (Lyndon B. Johnson), além dos primeiros-ministros da Austrália (Harold Holt), da Nova Zelândia (Keith Holyoake), da Tailândia (Thanom Kittikachorn) e do Vietnã do Sul (Nguyen Cao Ky).

Ao final dos anos 60, a economia sul-coreana começou a se recuperar. Em um país pobre e sem muitos recursos, Park Chung-hee supervisionou um grande programa de modernização econômica e expansão (voltado para exportação, principalmente), puxado por uma rápida industrialização. A infraestrutura interna foi modernizada e o sistema de educação melhorado. Esse período de crescimento econômico sul-coreano ficaria conhecido como a principal fase do chamado "Milagre do Rio Han", que começou o processo de transformação da Coreia do Sul de uma economia atrasada para uma potência industrial e tecnológica.
A administração de Park Chung-hee manteve sua face autoritária durante todo o seu governo. Ainda assim, apesar de tentar coibir a oposição, atentados contra sua vida aconteceram várias vezes, incluindo duas tentativas de assassinato envolvendo cooperação da Coreia do Norte. Park acabou sendo assassinado em 26 de outubro de 1979, em Seul, pelo general Kim Jae-gyu, um amigo e ex-colega de escola militar, que estava servindo como Diretor do serviço de inteligência sul-coreano. Kim e seus colaboradores foram capturados, torturados, julgados e executados durante o governo de Choi Kyu-hah, sucessor de Chung-hee. Ainda é motivo de debate e controvérsia se o assassinato foi uma ação premeditada ou de impulso.
O crescimento econômico sul-coreano experimentado no governo de Park continuou após sua morte e persistiria até a redemocratização da nação no final da década de 1980, quando um novo boom econômico foi registrado. Porém a morte de Park Chung-hee marcou o início do afrouxamento político. Com efeito, muitos dos membros do governo posterior ao de Park eram ex-presos políticos. Atualmente, o seu legado permanece controverso na Coreia do Sul. Muitos na população o repudiam por seu governo ditatorial e métodos não democráticos. Mas a expansão econômica durante seu regime e a estabilidade política alcançada por seu governo lhe rendem boas avaliações por muitos historiadores.
Em 2012, sua Biblioteca Presidencial foi aberta. Em 25 de fevereiro de 2013, sua filha mais velha, Park Geun-hye, se tornou a primeira mulher a ser eleita presidente da Coreia do Sul. Em março de 2017, contudo, ela sofreu um impeachment e foi removida do cargo após um longo escândalo político. Um ano depois, ela foi sentenciada a vinte e quatro anos de prisão sob acusações de corrupção.